# Перша Маріїнсько-Олександрівська жіноча гімназія
Перша Марії́нсько-Олекса́ндрівська жіноча гімна́зія — найстаріший жіночий середній навчальний заклад Херсона, заснований відомими діячками народної освіти — сестрами Софією, Марією та Оленою Гозадіновими.

## Історія
Дворянська родина Гозадінових переселилася в Херсон у 1854 році з Сімферополя під час Кримської війни. Директор херсонських училищ Коленко, через недостатність жіночих навчальних закладів у Херсоні, запропонував Гозадіновим влаштувати тут пансіон для благородних дівиць. У травні 1855 року пансіон із програмою повітового училища (2-го розряду) був відкритий, набравши перші сорок вихованок. Курс навчання був розрахований на шість років, хоча класів було 4 (три основних та один підготовчий). Підготовчий і перший класи були з дворічними курсами. У 1864 році пансіон був перетворений у приватну гімназію, а через три роки вона отримала статус громадської.
Гімназія включала шість основних і два підготовчих класи. У 1866 році при ній було відкрито педагогічний клас із теоретичної й практичної підготовки. Але він проіснував лише один рік, у зв'язку з отриманням гімназією статусу громадської. З цього часу жіноча гімназія була взята під опіку піклувальної ради, яка з 1871 року отримала право називатися Піклувальна рада херсонських жіночих Маріїнської гімназії та Маріїнсько-Олександрівської прогімназії.
У 1870 році в гімназії відкрито VII клас, а в 1885 році відновлений педагогічний VIII клас. Тоді ж навчальному закладу було присвоєно найменування Мар'їнської, на честь найяснішого імені імператриці Марії Олександрівни. До 1900 року тут навчалося понад 600 дівчаток.
У перші роки існування гімназія наймала будинок Бухтєєва по Богородицької вулиці. У 1868 році зусиллями приватної громадської ініціативи були зібрані кошти і збудовано нову будівлю по тій самій вулиці, на місці колишніх казарм жандармського дивізіону, скасованого в 1866 році. У будівництві брала активну участь дружина херсонського віце-губернатора А. І. Карнович та міський голова А. І. Волохин. У 1869 році будівлю, було надано в розпорядження піклувальної ради, а після введення в Херсоні нового Міського положення, — надійшло у власність міста, яке взяло на себе всі витрати по її ремонту і страхуванню.
Нову будівлю для гімназії було закладено на Поштовій вулиці 6 вересня 1898 і освячено після закінчення будівництва 25 серпня 1902 одночасно з Царице-Олександрійською церквою II жіночої гімназії, розташованою поруч. Архітектура будівлі еклектична з переважанням класицистичних рис. Покрівля складалася з трьох чотиригранних фігурних куполів над ризалітами. Купола такого виду стали популярними в оформленні великих громадських будівель наприкінці XIX століття. Їх особливістю було покриття з металевих пластин-лусочок, які значно збагачували архітектурне оформлення будівлі. Автор проекту — херсонський цивільний інженер Казимир Іполитович Квінто.
Після 1917 року будівля гімназії використовували під казарму 45-го стрілецького полку 17-ї Сиваської дивізії. У роки Другої світової війни воно належало військовому окупаційному відомству і в березні 1944 року було підірвано німцями. На його фундаменті згодом було збудовано Судномеханічний технікум, який отримав ім'я флотоводця Ф. Ф. Ушакова (пр-т Ушакова, 20).
У теперішній час (із середини 2000-х років) на місці Першої Маріїнсько-Олександрівської гімназії знаходиться будівля головного корпусу Херсонської державної морської академії. Перед входом до будівлі встановлено пам'ятник Ф. Ф. Ушакову.